# Tōru Fujisawa
Tōru Fujisawa (藤沢 とおる?, Fujisawa Tōru; Hokkaidō, 12 gennaio 1967) è un fumettista giapponese.
Il suo primo manga pubblicato è stato Shonan Junai Gumi nel 1990, prequel della sua opera più famosa Great Teacher Onizuka e per cui è principalmente conosciuto, oltre ad un vasto numero di spin-off basati su questo universo. Ha inoltre realizzato molte altre opere tra cui Rose Hip Rose, TOKKO e Kamen Teacher.
Nel 1998 ha vinto il 22º premio annuale del Premio Kodansha per i manga con Great Teacher Onizuka.

## Biografia
È stato fin da piccolo un amante dei manga, iniziando a coltivare la passione per il disegno sin dalle scuole elementari, ma è dalle scuole superiori che inizia a scrivere vere e proprie storie brevi, per lo più comiche o parodie di opere famose. Scrive la sua prima storia LOVE YOU su Magazine Fresh subito dopo essersi trasferito a Tokyo nel 1989. Diventa l'assistente di Tatsuya Egawa iniziando così a formarsi come mangaka. Poco tempo dopo pubblica la sua prima serie Adesugata Junjō BOY nel 1989 su Weekly Shōnen Magazine di Kōdansha, conclusa poi con 4 volumi.
Il suo primo manga di successo è Shonan Junai Gumi, una commedia yankee in cui viene presentato il personaggio Eikichi Onizuka, pubblicato su Shōnen Magazine dal 1991 al 1996, ottenendo un discreto successo. Da questa serie verranno estratti alcuni capitoli che andranno poi a formare il volume autoconclusivo di Bad Company, in cui viene narrato l'incontro tra Eikichi e Ryuji, pubblicato nel 1997. Dal 1997 torna su Shōnen Magazine con una nuova serie che vede il ritorno di Onizuka ma nei panni di un professore delle scuole medie: Great Teacher Onizuka (chiamato anche GTO). La serie riscuote immediatamente successo, venendo adattata in una serie animata ed in una serie live-action ed un film. La serie terminerà poi nel 2002 con 25 volumi.
Subito dopo la conclusione di GTO, pubblica sulla rivista Young Magazine Uppers il manga Rose Hip Rose a partire dal 5 novembre 2002. Nel 2004 si dedica al manga horror TOKKO, pubblicato in 3 volumi e che ha ricevuto un adattamento animato. Ha pubblicato, tra il 2005 ed il 2006, il manga Kamen Teacher, poi trasposto nel 2013 in una serie live-action per la TV ed in seguito in un film. Nel maggio 2005 è tornato sulla serie Rose Hip Rose pubblicando un sequel su Weekly Shōnen Magazine intitolato Rose Hip Zero e terminata nel marzo 2006. Dal 25 dicembre 2007 pubblica sulla rivista Big Comic Spirits il seguito della storia Animal Joe, già precedentemente pubblicato in due capitoli nel 2006. Nel 2009 torna su Weekly Shōnen Magazine con lo spin-off GTO: Shonan 14 Days che vede il ritorno a Shōnan di Eikichi Onizuka. Il manga è stato pubblicato dal giugno 2009 al 7 settembre 2011. Dopo la conclusione della serie è stato pubblicato anche uno spin-off di tre capitoli intitolato Black Diamond incentrato sulle gemelle Riko e Miko, con i tre capitoli poi inclusi nell'ultimo volume di GTO: Shonan 14 Days. Dal 19 febbraio 2008 pubblica la serie Unhappy! sulla rivista Comic CHARGE di Kadokawa Shoten.
A partire dal 23 marzo 2011 è iniziata la pubblicazione di Soul Messenger, creato insieme all'autore Shou Kitagawa in cui Fujisawa si è occupato della storia, su Super Jump di Shūeisha, concludendosi nell'ottobre 2011 con due volumi. Nello stesso periodo si è occupato della creazione di un dōjinshi, insieme ad altri autori, per aiutare le vittime del terremoto del Tōhoku. A novembre, per ASCII Media Works, pubblica sulla rivista Dengeki Japan il manga Shibuya Hachikou-Mae -another side insieme al mangaka Akitsugu Mizumoto, terminato nella stessa rivista ad agosto 2012.
Nel gennaio 2012 inizia Soul Reviver dove si occupa della storia e del character design, insieme al disegnatore Manabu Akishige, sulla rivista Monthly Hero di Shogakukan. Sempre a gennaio, viene pubblicato il manga dark thriller Black Sweep Sisters insieme al mangaka Takashi Sano; inizialmente previsto sul mensile Dengeki Comic Japan di ASCII Media Works a partire dal 25 agosto 2011, la serie è stata posticipata a gennaio 2012 e trasferita sulla rivista Comic Rex di Ichijinsha, la serie si è poi conclusa a maggio 2013. Nello stesso mese, sulla rivista Young Magazine di Kodansha, ha iniziato lo spin-off di GTO concentrato sul personaggio di Toshiyuki Saejima Ino-Head Gargoyle terminato nel gennaio 2014, creando poi uno spin-off di un capitolo dedicato ad un crossover con la serie principale GTO, in cui Saejima ed Onizuka si affrontano intitolato Mad Dog Gargoyle. Alcuni mesi dopo inizia una nuova serie incentrata sul cibo, Itoshi no Dutchoven Girl, sulla rivista Manga Action di Futabasha avvalendosi dell'aiuto del dietologo Nozomi Kageyama. Torna su Weekly Shōnen Magazine col nuovo spin-off riguardante Ryuji Danma GT-R a partire dal 3 luglio 2012, poi spostato sulla rivista Magazine Special nel 2013 e concluso in un solo volume. Insieme allo sceneggiatore Yuji Kobayashi ed al disegnatore Masaki Ota, si occuperà del manga Uchu Keiji Gavan - Kuroki Eiyû, basato sul film e pubblicato gratuitamente sul sito Uchû Keiji Gavan - The Comic a partire dal 17 ottobre e poi trasferito sulla rivista cartacea Monthly Shōnen Champion fino alla conclusione nel mese di giugno 2013.
Nel 2013 ritorna ad occuparsi della serie Kamen Teacher pubblicando il sequel Kamen Teacher Black concluso nel mese di ottobre 2014, realizzando anche due capitoli crossover con Ino-Head Gargoyle. Dal 1º luglio 2013 sulla rivista Monthly Hero pubblica il sequel del manga horror TOKKO intitolato TOKKO ZERO insieme al mangaka Yukai Asada che si occuperà dei disegni.
Nel 2014 torna come sceneggiatore per il manga Shonan Seven, posto tra gli eventi di Shonan Junai Gumi e GTO, col ruolo di disegnatore affidato a Shinsuke Takahashi. Pubblica, insieme al disegnatore Hirokazu Ochiai, una nuova serie sul sito web Mangabox intitolata Eyami no Kami a partire da aprile 2014. Torna nuovamente sul personaggio di Eikichi Onizuka con il sequel GTO Paradise Lost, pubblicato su Young Magazine nel mese di aprile. Su Weekly Shōnen Sunday pubblica dal 24 settembre una serie intitolata Oishii Kamishama, dedicata al cibo, dove si occupa sia della sceneggiatura sia dei disegni.
Inoltre ha fatto da giudice dalla 36ª alla 38ª edizione del Premio Kodansha per i manga.

## Stile ed influenze
Sin da piccolo rimane colpito dai manga degli anni settanta, tra cui quelli di Gō Nagai da cui è stato particolarmente influenzato.
Fujisawa fa spesso uso dei suoi manga per denunciare situazioni e problemi sociali del Giappone contemporaneo. In Great Teacher Onizuka viene esplorato il mondo scolastico, a partire dalla figura del professore che viene ritenuto indegno di insegnare poiché concentrato solo sulle proprie perversioni oppure a favorire il figlio di una persona influente, mentre gli studenti sono lasciati da soli in un mondo competitivo ad affrontare i propri problemi, opponendosi così all'attuale sistema d'insegnamento giapponese. Il tema del rapporto tra professore e studente viene ripreso anche in Kamen Teacher, dove vengono enfatizzati specialmente i problemi dei singoli studenti che tolgono spazio al personaggio principale. In Soul Messenger Fujisawa entra nel mondo delle idol caratterizzato dalla spietatezza dei loro agenti che sacrificano tutto delle ragazze per guadagni economici e d'immagine. Nonostante i temi delicati affrontati, la comicità è sempre presente all'interno delle opere del mangaka che utilizza i simpatici personaggi e situazioni bizzarre per stemperare i toni della storia.
L'autore inizia a disegnare sin da piccolo, ma è sotto l'ala di Tatsuya Egawa che migliora la sua capacità di disegnare in prospettiva. Partendo da uno stile di disegno, presente nella prima metà di Shonan Junai Gumi, con figure più squadrate e legate al disegno degli anni '80, il tratto di Fujisawa si evolve e diventa pulito e dettagliato, usando maggiormente sfondi semplici per far concentrare il lettore sull'azione e sulle varie pose dei personaggi.

## Opere
- LOVE YOU (1989)
- Adesugata Junjō BOY (1989)
- Shonan Junai Gumi (1990-1996)
- Bad Company (1997)
- Great Teacher Onizuka (1997-2002)
- Rose Hip Rose (2002-2003)
- TOKKO (2003)
- Wild Base Ballers (2003) come sceneggiatore, in collaborazione con Taroh Sekiguchi
- Himitsu Sentai Momoider (2003 e 2006-2007)
- Rose Hip Rose (2005-2006)
- Magnum Rose Hip (2006)
- Kamen Teacher (2006-2007)
- Reverend D (2006)
- Animal Joe (2006-2008)
- Unhappy! (2008)
- Tooi Hoshi kara Kita ALICE (2008)
- GTO: Shonan 14 Days (2009-2011)
- Repoman Soul! (2010)
- Soul Messenger (2011) come sceneggiatore, in collaborazione con Shou Kitagawa
- Shibuya Hachikou-Mae -another side- (2011-2012) come sceneggiatore, in collaborazione con Akitsugu Mizumoto
- Soul Reviver (2012) come sceneggiatore e character design, in collaborazione con Manabu Akishige
- Black Sweep Sisters (2012-2013), in collaborazione con Takashi Sano
- Ino-Head Gargoyle (2012-2014)
- Itoshi no Dutchoven Girl (2012)
- Great Transporter Ryuji (2012)
- Uchû Keiji Gavan - Kuroki Eiyû (2012) come supervisore, in collaborazione con Yuji Kobayashi e Masaki Ota
- Kamen Teacher Black (2013-2014)
- TOKKO ZERO (2013) come sceneggiatore, in collaborazione con Yukai Asada
- Shonan Seven (2014) come sceneggiatore, in collaborazione con Shinsuke Takahashi
- Eyami no Kami (2014) come sceneggiatore, in collaborazione con Hirokazu Ochiai
- GTO Paradise Lost (2014-2024)
- Oishii Kamishama (2014)